# Levirat
Ett levirat är en typ av äktenskap i vilket en kvinna efter sin makes död gifter om sig med en av dennes bröder, om inga barn fötts, för att fortsätta den döde makens ätt. Termen är härledd från latinska levir, som betyder "makens bror".
Levirat har utövats av samhällen med starka klanstrukturer i vilka exogamiska äktenskap, det vill säga utanför klanen, var förbjudna. Levirat har förekommit eller förekommer fortfarande i samhällen som punjabier, jater, hunner, mongoler och tibetaner.
Hos israeliterna förekom det i den mosaiska lagen (1 Mos. 38:8; 5 Mos. 25:5-10) påbjudna äktenskapet som brodern till en barnlös avliden man måste ingå med dennes efterlämnade änka. Den i detta äktenskap födde sonen skulle benämnas efter den avlidne mannen. Vägrade svågern att äkta änkan, underkastades han ett slags skymf, som i det anförda bibelstället närmare framställs. Jämför Matt. 22:24; Rut 4:7-12. Numera tillämpas lagen inte av judar utom i några trakter i Asien och Afrika.
Meningen med denna typ av äktenskap var troligen att förhindra att egendom lämnade familjen om änkan gifte om sig.